# Воротово (Новгородська область)
Воротово (рос. Воротово) — присілок в Мошенському районі Новгородської області Російської Федерації.
Населення становить 10 осіб. Входить до складу муніципального утворення Догловське сільське поселення.

## Історія
Від 2004 року входить до складу муніципального утворення Догловське сільське поселення.

## Населення
| 2010 |
| ---- |
| 10   |